# دونالد تریپلت
دونالد تریپلت (انگلیسی: Donald Triplett؛ زادهٔ ۸ سپتامبر ۱۹۳۳) نخستین نمونهٔ تشخیص‌داده‌شده از بیماری اوتیسم بود.
اوتیسم او توسط لیو کَنـِر تشخیص داده شد که در آغاز آنرا «نمونه ۱» نامید.
دونالد تریپلت استعداد و نبوغ خاصی در برخی زمینه‌ها داشت؛ از جمله آنکه می‌توانست نام نت‌های نواخته‌شده توسط یک پیانو را بگوید و اعداد بزرگی را به‌طور ذهنی در هم ضرب کند.
تریپلت در ۱۵ ژوئن ۲۰۲۳ در ۸۹ سالگی درگذشت. 